# Kaple svatého Floriána (Praha-Břevnov)
Kaple svatého Floriána se nalézá v Praze-Břevnově v Anastázově ulici.

## Umístění kaple
Kaple je umístěna na prostranství původní návsi obce Břevnova. Stojí na mírném svahu, na jeho horním konci, mezi dvěma vzrostlými stromy. Okolí je zastavěno novodobou panelovou výstavbou.

## Popis
Kaplička má tvar hranolové osmiboké komory a jehlancovitou střechu s prejzovou krytinou. Do kapličky vede obdélný půlkruhově zakončený vstup, v němž jsou zasazeny jednokřídlé dřevěné dveře. Na střeše je umístěna osmiboká lucerna s jehlancovitou stříškou pokrytou rovněž prejzovou krytinou. Na vrcholu stříšky je osazen dvojitý křížek, v lucerně je zavěšen zvon. Omítka kapličky je žlutá, podstavec, pilastry a římsy jsou zvýrazněny červenou barvou. Vlevo od vstupu do kapličky je umístěn na stupňovitém podstavci litinový krucifix.
Kaplička je zapsána do seznamu kulturních památek.